# Jianghan-Ebene
Die Jianghan-Ebene oder Jiang-Han-Ebene (江漢平原 / 江汉平原,  Jiānghàn Píngyuán) ist eine Ebene in Zentral- und Süd-Hubei am Mittellauf des Jangtsekiang. Sie bildet den Nordteil der Lianghu-Ebene (兩湖平原 / 两湖平原,  Liǎnghú Píngyuán), die wiederum zur Ebene am Mittel- und Unterlauf des Jangtsekiang gehört.
Die Jianghan-Ebene ist aus Anschwemmungen der Flüsse Chang Jiang, im deutschsprachigen Raum meist als „Jangtse“ bekannt, und Han Jiang entstanden. Die flache und weite Ebene hat eine Fläche von über 30.000 Quadratkilometern, sie liegt durchschnittlich ca. 50 Meter über dem Meeresspiegel. Es befinden sich viele Flüsse und Seen in ihr. Sie ist das wichtigste Landwirtschaftsgebiet Hubeis, angebaut werden unter anderem Getreide und Baumwolle. An Bodenschätzen gibt es Steinsalz und Erdöl.